# Gieckau
Gieckau è una frazione tedesca di 343 abitanti del comune di Wethau, situata nel land della Sassonia-Anhalt.
Fino al 31 dicembre 2009 ha costituito un comune autonomo.